# Restaurant Tegnér

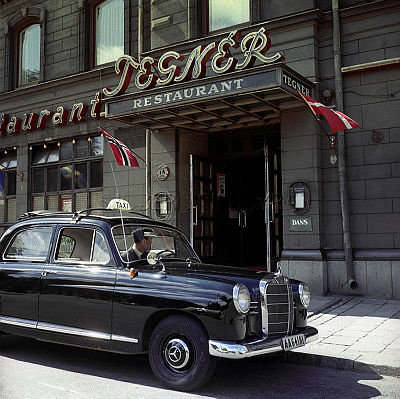
Restaurant Tegnér på 1960-talet.

Restaurant Tegnér var en restaurang på Regeringsgatan 113 på Norrmalm i Stockholm.
Restaurangen hade sitt ursprung i Kastenhof, som efter flertalet flyttar hittat lokal på Tegnérgatan 10. Under Carl Oscar Åhfeldts ägande byttes namnet 1892 till Restaurant Tegnér. Efter Åhfeldts död 1902 drevs den vidare av hans änka till 1911. 1931 tog Gunnar Ljungberg över ägandet, och två år senare flyttade man till nya lokaler hörnet av Tegnérgatan och Regeringsgatan. Ny ägare från 1952 var Olof Rudbeck, som tidigare drivit Frimurarehotellet i Linköping.
I och med avskaffandet av varietéförbudet 1955 (som förbjöd servering av alkohol i samma lokal där sång och underhållning förekom) kom restaurangen att bli en etablerad underhållningsscen i staden. Man erbjöd en festvåning och på 1950-talet annonserade man om "Dans lördag och söndag. Övriga kvällar underhållning"., och här spelades där även kabaré. Den unge Olle Adolphson uppträdde under fem år på restaurangen innan han 1962 spelade  in liveskivan En stol på Tegnér. Adolphson beskrev lokalen som ”liksom Hamburger Börs, ett tillhåll för äldre lektorer, riksdagsmän och liknande med smak för enskildhet, tidningsläsning, cigarr och dubbel lättgrogg”.  Restaurangen fungerade som en språngbräda för den unga trubadurgenerationen i staden. 
I och med Rudbecks tidiga bortgång 1965 dog även kabarré-traditionen. Tegnér kom därefter att ingå i en kedja av restauranger drivna av Yngve Hansson. Runt 1970 var den även plats för diskoteket Sherrys. 1972 försattes Restaurant Tegnér AB i konkurs, men återöppnade istället som Tegnérska krogen, med nytt fokus på underhållning. 1976 ersattes den av nattklubben och diskoteket Night Chevalier.